# Russula alutacea
Russula alutacea (Fr.) Fr., 1838 è un fungo basidiomicete della famiglia Russulaceae.

## Etimologia
Dal latino alutaceus = attinente al cuoio sottile (lat. aluta = cuoio sottile).

## Descrizione della specie

### Cappello
5-10 (20) cm di diametro, prima convesso, poi piano o anche depresso.
cuticolaviscida, separabile solo al bordo, di colore rosso carminio con sfumature dal bruno-vinoso al bruno-rossastro, con l'età tende a scolorirsi.
margineinvoluto sulle lamelle negli esemplari giovani, solcato da striature.

### Lamelle
Non molto fitte, soprattutto negli esemplari maturi, fragili, grosse ed alte, giallo-ocra e poi color cuoio a maturità.

### Gambo
Robusto, cilindrico, svasato all'apice, attenuato alla base, bianco, a volte sfumato di rosa, alquanto rugoso.

### Carne
Bianca, vinosa sotto la cuticola, compatta.
- Odore: fruttato.
- Sapore: dolce.

### Caratteri microscopici
Spore
Leggermente verrucose, decorate con leggero reticolo, parzialmente amiloidi, color ocra in massa.

## Reazioni macrochimiche
- Fenolo: vira lentamente al rosso porpora;
- Guaiaco: vira lentamente al verde scuro;
- Solfato ferroso: rosa pallido, arancione chiaro, quasi istantaneo.

## Distribuzione e habitat
Fruttifica tra luglio ad ottobre sia sotto latifoglie che sotto conifere.

## Commestibilità
Buon commestibile.

## Tassonomia

### Sinonimi e binomi obsoleti
- Agaricus alutaceus Fr., Systema mycologicum (Lundae) 1: 55 (1821)
- Russula alutacea (Fr.) Fr., Epicr. syst. mycol. (Upsaliae): 362 (1838) f. alutacea
- Russula alutacea (Fr.) Fr., Epicr. syst. mycol. (Upsaliae): 362 (1838) var. alutacea
- Russula alutacea (Fr.) Fr., Epicr. syst. mycol. (Upsaliae): 362 (1838) subsp. alutacea
- Russula alutacea var. xanthopus Fr.
- Russula olivascens Fr., Monogr. Hymenomyc. Suec. (Upsaliae) 2(1): 187 (1861)
- Russula xerampelina var. olivascens (Fr.) Quél., Fl. mycol. France (Paris): 342 (1888)
- Russula alutacea var. olivascens (Fr.) Rea, Brit. basidiomyc. (Cambridge): 475 (1922)
- Russula olivascens Fr., Monogr. Hymenomyc. Suec. (Upsaliae) 2(1): 187 (1861) var. olivascens
- Russula roseipes Secr. ex Bres., Fung. trident. 1(1): 37 (1881) subsp. roseipes
- Russula alutacea var. roseola J.E. Lange, Dansk bot. Ark. 4(no. 12): 44 (1926)
- Russula alutacea f. pavonina Bres., Iconogr. Mycol. 10: 461 (1929)
- Russula alutacea f. vinosobrunnea Bres., Iconogr. Mycol. 10: 460 (1929)
- Russula alutacea var. pavonina Bres., Iconogr. Mycol. 9 (1929)
- Russula olivacea var. pavonina (Bres.) Reumaux, Docums Mycol. 27(no. 106): 53 (1997)
- Russula alutacea f. flavella Singer, Beih. bot. Zbl., Abt. 2 49: 255 (1932)
- Russula alutacea f. fuscella Singer, Beih. bot. Zbl., Abt. 2 49: 255 (1932)
- Russula alutacea f. integrella Singer, Beih. bot. Zbl., Abt. 2 49: 254 (1932)
- Russula alutacea f. rufoalba Singer, Beih. bot. Zbl., Abt. 2 49: 254 (1932)
- Russula alutacea subsp. eualutacea Singer, Beih. bot. Zbl., Abt. 2 49: 253 (1932)
- Russula roseipes subsp. dictyospora Singer, Bull. trimest. Soc. mycol. Fr. 54: 155 (1938)
- Russula alutacea f. purpurea Kill., Denkschr. Kgl. Bayer. Bot. Ges., Abt. 2 20: 36 (1939)
- Russula alutacea f. olivacea J.E. Lange, Fl. Agaric. Danic. 5: 77 (1940)
- Russula alutacea f. roseola J.E. Lange, Fl. Agaric. Danic. 5: 77 (1940)
- Russula alutacea subsp. ambigua Singer, (1940)
- Russula alutacea subsp. subalutacea Singer, Bull. trimest. Soc. mycol. Fr. 55: 273 (1940)
- Russula roseipes subsp. thermophila Singer, Sydowia 11(1-6): 257 (1958)
- Russula alutacea var. brunneola Bertault, Bull. trimest. Soc. mycol. Fr. 94(1): 8 (1978)[2]

### Specie simili
- Russula integra
- Russula olivacea